# Dar-es-Salaam
Dar-es-Salaam (Dâr as-Salâm od arapskog دار السلام, luka mira; staro ime Mzizima) s 2.698.651 stanovnika (podatak iz 2005.) najveći je grad Tanzanije, ali ne i glavni grad - to je, od 1996., Dodoma. Grad se nalazi na obali Indijskog oceana, na istoku Tanzanije i jedna je od najznačajnijih afričkih luka.
Dar-es-Salaam je industrijsko i kulturno središte cijele regije.

## Vanjske poveznice

### Ostali projekti
|  | Zajednički poslužitelj ima još gradiva o temi Dar-es-Salaam |